# Юн (грузинська літера)
Юн (ჷნ, Yn) (▶ⓘ) — додаткова літера грузинської абетки, що позначає невластивий цій мові звук [ə] (шва). У грузинській не використовується, проте є у сванській та лазській мовах.

## Історія
| Асомтаврулі | Нусхурі | Мхедрулі |
| ----------- | ------- | -------- |
| ——          | ——      |          |

## Юнікод
- ჷ : U+10F7